# Luca Mazzone
Luca Mazzone (Terlizzi, 3 maggio 1971) è un paraciclista ed ex nuotatore italiano.
Ha vinto due medaglie d'argento nel nuoto ai Giochi paralimpici di Sydney 2000; nel paraciclismo si è invece aggiudicato tre ori, cinque argenti e due bronzi paralimpici e diciotto titoli mondiali.

## Carriera
Nato a Terlizzi, frequenta l'Istituto Tecnico Commerciale "Tannoia" di Corato. Nel 1990, durante un tuffo a Giovinazzo, urta contro uno scoglio, subendo una lesione midollare. Viene quindi trasferito a Bari in prognosi riservata e poi ricoverato a Marsiglia. Mazzone è costretto alla sedia a rotelle, ma avendo trascorsi in diversi sport (body building, pugilato e calcio), sceglie di dedicarsi al nuoto paralimpico. Tesserato presso l'ASD Flowers Town di Terlizzi, Mazzone partecipa ai campionati italiani assoluti di nuoto per disabili, cimentandosi in diverse specialità e nel 2000 prende parte alla spedizione azzurra a Sydney per i Giochi paralimpici, dove guadagna due medaglie d'argento nella categoria S4. Riesce anche a conseguire diversi record nazionali e mondiali e si fa notare ai campionati italiani, vincendo nei 50, 100 e 200 metri stile libero.
Nel 2004 prende parte ai Giochi paralimpici di Atene ma non riesce a salire sul podio, finendo per due volte in quinta posizione. Negli anni successivi conquista due bronzi ai mondiali di categoria in Sudafrica e finisce per due volte sul podio agli europei di Stoccolma. Mazzone partecipa nel 2008 alla sua terza paralimpiade, che ha luogo a Pechino, ma non riesce a tornare a casa con una medaglia al collo e annuncia il suo ritiro.
Negli anni successivi al suo ritiro Mazzone mette su famiglia e consegue il diploma in ragioneria. Nel 2011 scopre l'handbike e viene tesserato presso l'AVIS Bike di Ruvo di Puglia, città nella quale si è stabilito dal 2005. Trasferitosi per ragioni logistiche al Circolo Canottieri Aniene nel 2012, Mazzone conquisterà ripetutamente gli ori ai campionati del mondo su strada di handbike del 2013, 2014 e 2015 nelle prove in linea e a cronometro H1 e H2 e nella staffetta mista, componendo il trio iridato con Alex Zanardi e Vittorio Podestà.
Partecipa alle Paralimpiadi di Tokyo 2020 dove il 2 settembre 2021 si aggiudica la Medaglia d'Oro Paralimpica in Team Relay con i compagni di squadra Paolo Cecchetto e Diego Colombari.
Nel 2024 è stato selezionato, insieme ad Ambra Sabatini, come portabandiera dell’Italia alle Paralimpiadi di Parigi, dove si aggiudica la medaglia d'argento nella prova a cronometro H2 e in staffetta, oltre al bronzo nella prova in linea.

## Palmarès

### Giochi Paralimpici

#### Nuoto
Sidney 2000 - 50m sl S4: 2º
Sidney 2000 - 200 sl S4: 2º

#### Paraciclismo
Rio de Janeiro 2016 - Cronometro H2: vincitore
Rio de Janeiro 2016 - In linea H2: 2º
Rio de Janeiro 2016 - Staffetta mista H1-5: vincitore
Tokyo 2021 - Cronometro H2: 2º
Tokyo 2021 - In linea H2: 2º
Tokyo 2021 - Staffetta mista H1-5: vincitore
Parigi 2024 - Cronometro H2: 2º
Parigi 2024 - In linea H1-2: 3º
Parigi 2024 - Staffetta mista H1-5: 2º

### Mondiali
| Evento       | Oro | Argento | Bronzo |    |
| ------------ | --- | ------- | ------ | -- |
| Nuoto        | 0   | 0       | 3      | 3  |
| Paraciclismo | 19  | 4       | 4      | 27 |
| Totale       | 19  | 4       | 7      | 30 |

### Coppa del Mondo
- 2013

1ª prova Coppa del mondo, Prova in linea H1 (Merano)
2ª prova Coppa del mondo, Prova in linea H1 (Segovia)
3ª prova Coppa del mondo, Prova a cronometro H1 (Matane)
3ª prova Coppa del mondo, Prova in linea H1 (Matane)
3ª prova Coppa del mondo, Staffetta mista (Matane)
- 2014

2ª prova Coppa del mondo, Staffetta mista (Segovia)
- 2015

1ª prova Coppa del mondo, Prova in linea H2 (Maniago)
1ª prova Coppa del mondo, Staffetta mista (Maniago)